# NGC 2846
NGC 2846 في الفهرس العام الجديد، هي مجرة، تقع في كوكبة الشجاع. اكتشفت في 4 أبريل 1874 .

## روابط خارجية
- NGC 2846 على موقع ويكي سكاي: DSS2, SDSS, GALEX, IRAS, Hydrogen α, X-Ray, Astrophoto, Sky Map, Articles and images